# Atomic Runner
Atomic Runner (originalmente chamado Chelnov, no Japão) é um videogame de ação para o arcade, desenvolvido pela Data East em 1988, sendo então posteriormente adaptado para Mega Drive e Sharp X68000, em 2007 a versão para Mega Drive foi lançada na Virtual Console da Wii.
O protagonista é o Atomic Runner, filho de um cientista, que usa um traje cibernético muito parecido ao de Samus Aran, do jogo Metroid.
Na concepção original, como Chelnov, ele era um minerador que sofreu envenenamento radioativo e ganhou diversos poderes especiais. Interessante é que a palavra Chelnov é muito semelhante a Chernobyl, e o símbolo da foice e martelo chegam a aparecer no jogo. O presidente da Data East porém desmentiu qualquer referência, afirmando que Chelnov era primo de Karnov